# John Steel (batteur)
John Steel, né le 4 février 1941 à Gateshead dans le Comté de Durham est un musicien britannique de blues rock et de rock, qui a notamment joué au sein du groupe The Animals, dont il est l'un des membres fondateurs.

## Biographie
Il rencontre le chanteur Eric Burdon au Newcastle Art Collège.
En 1962, il rejoint le groupe de l'organiste Alan Price, qui devient alors The Animals et sort son premier single Baby Let me Take You Home en mars 1964, suivi en juin par son plus gros succès, une reprise d'un traditionnel noir américain The House of the Rising Sun. Le morceau se classe N°1 en Angleterre pendant une semaine, puis trois semaines d'affilée aux États-Unis.
Il quitte le groupe en 1965 et annonce sa démission dans un pub à Londres
car il comptait se marier.
Par la suite, il retourne à Newcastle et devient homme d'affaires. Il travaille dans des organismes de gestion et de publication pour le manager Chas Chandler.
En 1971, il joue avec le groupe Eggs over Easy, dans les mêmes conditions qu'avec lesquelles il avait débuté dix ans auparavant, c'est-à-dire en se produisant dans des pubs.